# Бензі (округ)
Шаблон:StateAbbr_ 44°38′ пн. ш. 86°15′ зх. д. / 44.63° пн. ш. 86.25° зх. д.
Округ  Бензі (англ. Benzie County) — округ (графство) у штаті Мічиган, США. Ідентифікатор округу 26019.

## Історія
Округ утворений 1863 року.

## Демографія
За даними перепису 
2000 року 
загальне населення округу становило 15998 осіб, усе сільське.
Серед мешканців округу чоловіків було 7923, а жінок — 8075. В окрузі було 6500 домогосподарств, 4593 родин, які мешкали в 10312 будинках.
Середній розмір родини становив 2,86.
Віковий розподіл населення поданий у таблиці:
| Стать    | До 15 років | 15-21 | 22-29 | 30-39 | 40-49 | 50-65 | 65-85 | Понад 85 |
| -------- | ----------- | ----- | ----- | ----- | ----- | ----- | ----- | -------- |
| Чоловіки | 1594        | 632   | 581   | 1143  | 1231  | 1450  | 1204  | 88       |
| Жінки    | 1514        | 616   | 573   | 1138  | 1238  | 1485  | 1292  | 219      |

## Суміжні округи
- Лілано — північ
- Гранд-Траверс — схід
- Меністі — південь

## Виноски
1. ↑  U.S. Decennial Census. United States Census Bureau. Архів оригіналу за 26 квітня 2015. Процитовано 19 вересня 2014.
2. ↑  Historical Census Browser. University of Virginia Library. Архів оригіналу за 11 серпня 2012. Процитовано 19 вересня 2014.
3. ↑  Population of Counties by Decennial Census: 1900 to 1990. United States Census Bureau. Архів оригіналу за 15 лютого 2015. Процитовано 19 вересня 2014.
4. ↑  Census 2000 PHC-T-4. Ranking Tables for Counties: 1990 and 2000 (PDF). United States Census Bureau. Архів оригіналу (PDF) за 18 грудня 2014. Процитовано 19 вересня 2014.
5. ↑  State & County QuickFacts. United States Census Bureau. Архів оригіналу за 7 липня 2011. Процитовано 26 серпня 2013. [Архівовано 2011-08-06 у Wayback Machine.](англ.) Наведено за англійською вікіпедією.
6. ↑  American FactFinder. Бюро перепису населення США. Архів оригіналу за 26 лютого 2012. Процитовано 31 січня 2008. [Архівовано 2008-05-21 у Wayback Machine.]

| США | Це незавершена стаття з географії США. Ви можете допомогти проєкту, виправивши або дописавши її. |